# Alessandro Conticchio
Alessandro Conticchio (Celleno, 19 gennaio 1974) è un allenatore di calcio ed ex calciatore italiano, di ruolo centrocampista.

## Carriera

### Calciatore
Cresciuto nelle giovanili dell'Inter, con cui nella stagione 1993-1994 è stato presente in panchina in tre gare di serie A, senza mai esordire. Ceduto al Gualdo, squadra militante in C1, nell'estate del 1994, esordì alla prima giornata nella sconfitta casalinga contro il Siena, entrando nei minuti finali al posto di Arturo Di Napoli. Il 18 febbraio 1996 segnò la sua prima rete tra i professionisti: il suo gol valse la vittoria contro il Trapani. In tre anni al Gualdo tra il 1994 e il[1997 accumulò 81 presenze in campionato con 6 gol all'attivo.
Nell'estate del 1997 approdò al Lecce in Serie A, esordendo nella massima serie Il 27 settembre 1997 nella rovinosa sconfitta casalinga proprio contro l'Inter, giocando titolare; mise a segno la sua prima rete in Serie A il 4 gennaio 1998 quando, entrato nei minuti finali al posto di Paolo Annoni, siglò la rete del definitivo 2-2 contro l'Empoli. Con la maglia del Lecce ottiene le maggiori soddisfazioni (cinque campionati di Serie A disputati, uno di Serie B, 149 presenze e 13 gol nei campionati) diventandone anche capitano. Segna un gol nel derby con il Bari, l'11 dicembre 1999, che gli vale il soprannome di "Sindaco" da parte dei tifosi del Lecce
Dopo l'esperienza con il Lecce si è trasferito nell'estate del 2002 al Torino, con cui finì ultimo in Serie A, retrocedendo in B. Nel giugno del 2005, dopo due anni di B, conduce i granata alla promozione in massima serie, grazie alla vittoria dei play-off che disputò da titolare, promozione in seguito annullata per il fallimento della società.
Si trasferì, perciò, al Cagliari, ritrovando così la Serie A. È rimasto con i sardi per due stagioni, accumulando trentuno presenze nella massima serie, senza reti all'attivo, trovando sempre meno spazio tra i titolari. Nell'estate del 2007 si trasferisce in serie B con l'Avellino, retrocedendo a fine stagione.

### Allenatore
Dalla stagione di Serie D 2011-2012, dopo aver lasciato il calcio giocato, è stato chiamato ad allenare la Viterbese al posto del dimissionario Raffaele Sergio.
Il 26 marzo 2012 è stato esonerato come allenatore della Viterbese facendo posto ad Oberdan Biagioni.
Nel novembre 2013, Cristiano Lucarelli, nuovo mister del Viareggio, lo chiama come allenatore in 2^.
Per la stagione 2015-2016 segue nuovamente Lucarelli sulla panchina del Tuttocuoio in qualità di collaboratore tecnico. Il 26 aprile 2016 viene esonerato insieme al suo staff, formato dall'allenatore Lucarelli, dal vice Vanigli e dal direttore sportivo Protti. Segue l'ex attaccante livornese anche al Messina, al Catania, e al Livorno insieme all’allenatore in seconda Richiard Vanigli e al Match Analyst Ivan Francesco Alfonso.
Il 15 luglio 2020 fa ritorno alla Viterbese per allenare la formazione Under-17. Nel giugno 2021 torna a far parte dello staff di Lucarelli alla Ternana con il ruolo di collaboratore tecnico per il centrocampo. Nel 2023 è collaboratore tecnico della Ternana e nel 2024 è alla scuola calcio Asd Grandori di Viterbo

## Statistiche

### Presenze e reti nei club
| Stagione        | Squadra         | Campionato      | Campionato | Campionato | Coppe nazionali | Coppe nazionali | Coppe nazionali | Totale | Totale |
| Stagione        | Squadra         | Comp            | Pres       | Reti       | Comp            | Pres            | Reti            | Pres   | Reti   |
| --------------- | --------------- | --------------- | ---------- | ---------- | --------------- | --------------- | --------------- | ------ | ------ |
| 1994-1995       | Gualdo          | C1              | 18         | 0          | CI-C            | ?               | ?               | 18+    | 0+     |
| 1995-1996       | Gualdo          | C1              | 30+2       | 2+0        | CI-C            | ?               | ?               | 32+    | 2+     |
| 1996-1997       | Gualdo          | C1              | 32         | 2          | CI+CI-C         | 1+?             | 0+?             | 33+    | 2+     |
| Totale Gualdo   | Totale Gualdo   | Totale Gualdo   | 70         | 4          |                 | 1+              | 0+              | 71+    | 4+     |
| 1997-1998       | Lecce           | A               | 25         | 1          | CI              | 3               | 0               | 28     | 1      |
| 1998-1999       | Lecce           | B               | 34         | 3          | CI              | 5               | 1               | 39     | 4      |
| 1999-2000       | Lecce           | A               | 33         | 4          | CI              | 3               | 0               | 36     | 4      |
| 2000-2001       | Lecce           | A               | 27         | 4          | CI              | 4               | 0               | 31     | 4      |
| 2001-2002       | Lecce           | A               | 30         | 1          | CI              | 0               | 0               | 30     | 1      |
| Totale Lecce    | Totale Lecce    | Totale Lecce    | 149        | 14         |                 | 15              | 1               | 164    | 15     |
| 2002-2003       | Torino          | A               | 25         | 3          | CI              | 1               | 1               | 26     | 4      |
| 2003-2004       | Torino          | B               | 38         | 5          | CI              | 1               | 0               | 39     | 5      |
| 2004-2005       | Torino          | B               | 28+4       | 2+0        | CI              | 4               | 0               | 36     | 2      |
| Totale Torino   | Totale Torino   | Totale Torino   | 95         | 10         |                 | 6               | 1               | 101    | 11     |
| 2005-2006       | Cagliari        | A               | 26         | 0          | CI              | 3               | 0               | 29     | 0      |
| 2006-2007       | Cagliari        | A               | 5          | 0          | CI              | 0               | 0               | 5      | 0      |
| Totale Caglari  | Totale Caglari  | Totale Caglari  | 31         | 0          |                 | 3               | 0               | 34     | 0      |
| 2007-2008       | Avellino        | B               | 16         | 0          | CI              | 0               | 0               | 16     | 0      |
| Totale carriera | Totale carriera | Totale carriera | 373        | 24         |                 | 25+             | 2+              | 298+   | 26+    |